# A Holland Antillák az 1976. évi nyári olimpiai játékokon
A Holland Antillák a kanadai Montréalban megrendezett 1976. évi nyári olimpiai játékok egyik részt vevő nemzete volt. Az országot az olimpián 2 sportágban 4 sportoló képviselte, akik érmet nem szereztek.

## Atlétika
Férfi
| Versenyző          | Versenyszám | Előfutam | Előfutam | Előfutam | Negyeddöntő | Negyeddöntő | Negyeddöntő | Elődöntő | Elődöntő | Elődöntő | Döntő   | Döntő    |
| Versenyző          | Versenyszám | Idő      | Hely.    | Össz.    | Idő         | Hely.       | Össz.       | Idő      | Hely.    | Össz.    | Idő     | Helyezés |
| ------------------ | ----------- | -------- | -------- | -------- | ----------- | ----------- | ----------- | -------- | -------- | -------- | ------- | -------- |
| Siegfried Regales  | 100 m       | 11,11    | 8.       | 56.      | kiesett     | kiesett     | kiesett     | kiesett  | kiesett  | kiesett  | kiesett | kiesett  |
| Raymond Heerenveen | 400 m       | 47,44    | 6.       | 24.      | 48,48       | 8.          | 30.         | kiesett  | kiesett  | kiesett  | kiesett | kiesett  |

## Cselgáncs
| Versenyző     | Versenyszám  | Csoport | Selejtező         | 32-es főtábla                       | Nyolcaddöntő          | Negyeddöntő       | Elődöntő          | Vigaszág negyeddöntő | Vigaszág elődöntő | Bronz- mérkőzés   | Döntő             | Helyezés    |
| Versenyző     | Versenyszám  | Csoport | Ellenfél Eredmény | Ellenfél Eredmény                   | Ellenfél Eredmény     | Ellenfél Eredmény | Ellenfél Eredmény | Ellenfél Eredmény    | Ellenfél Eredmény | Ellenfél Eredmény | Ellenfél Eredmény | Helyezés    |
| ------------- | ------------ | ------- | ----------------- | ----------------------------------- | --------------------- | ----------------- | ----------------- | -------------------- | ----------------- | ----------------- | ----------------- | ----------- |
| Willem Maduro | Félnehézsúly | A       | erőnyerő          | Cso Dzsegi (Jo Jae-gi) (KOR) · V    | kiesett               | kiesett           | kiesett           |                      |                   |                   |                   | 18.         |
| Jaime Felipa  | Nehézsúly    | B       |                   | erőnyerő                            | Allen Coage (USA) · V | kiesett           | kiesett           |                      |                   |                   |                   | 12.         |
| Jaime Felipa  | Nyílt        | B       |                   | Jorge Portelli (ARG) · visszalépett | kiesett               | kiesett           | kiesett           |                      |                   |                   |                   | helyezetlen |